# ネズミドリ科
ネズミドリ科（ネズミドリか、学名 Coliidae）は、鳥類ネズミドリ目 Coliiformes の唯一の科である。ネズミドリ（鼠鳥）と総称される。

## 特徴

### 分布
アフリカ大陸（サハラ砂漠以南）

### 形態
全長は約30–36cm.。頭に冠羽がある。羽毛は灰色などくすんだ色をしている。
通常、鳥の体を覆っている羽毛の大部分（正羽）には羽鉤（はねかぎ）と呼ばれる鉤状の小突起があり、これによって羽毛同士は引っかかり、まくれあがらないようになっている。しかしネズミドリ目にはこの羽鉤がないため、羽毛がまるでネズミの毛のようにボサボサと立っている。
趾（あしゆび）が4本全て前を向く皆前趾足だが、より詳しく言えば、後趾と外趾を後ろ向きにできる随意対趾足である。これは樹上生活に適応した結果である。

### 生態
樹上で10–30羽程度の群れを作って生活している。時折、群れのメンバーがまるでおしくらまんじゅうの様な塊を形成することがある。これはクラスタリングと呼ばれ、ネズミドリ科特有の行動である。
餌は主に、果実、種子、葉などの植物食だが、まれに昆虫も食べる。
樹上でネズミのように走り回ることから、ネズミドリと呼ばれる。

## 系統と分類

### 系統と上位分類
伝統的に、単独でネズミドリ目を構成してきた。
Sibley分類では、Neoaves（新顎類に相当）の6つの小綱の1つネズミドリ小綱 Coliae を単独で構成していた。
系統的には、スズメ目などからなる land birds 系統の一員である。詳細な系統は不確実だが、フクロウ目と姉妹群である可能性が高い。

### 属と種
2属6種が属す。Sibley分類ではこれらをネズミドリ亜科 Coliinae とオナガネズミドリ亜科 Urocoliinae に分けたが、いずれも単型であるためほとんど使われない。
- ネズミドリ属 Colius
  - Colius striatus, チャイロネズミドリ, Speckled Mousebird
  - Colius leucocephalus, シロガシラネズミドリ, White-headed Mousebird
  - Colius castanotus, コシアカネズミドリ, Red-backed Mousebird
  - Colius colius, セジロネズミドリ, White-backed Mousebird
- オナガネズミドリ属 Urocolius
  - Urocolius macrourus, アオエリネズミドリ, Blue-naped Mousebird
  - Urocolius indicus, アカガオネズミドリ, Red-faced Mousebird